# Tetrahedron Letters
Tetrahedron Letters (Tetrahedron Lett.) – czasopismo naukowe zawierające artykuły dotyczące badań z chemii organicznej. Wydawane jest przez Elsevier. Impact factor tego czasopisma w 2014 wynosił 2,379.